# Ringier Kiadó Kft.
A Ringier Kiadó Kft. a svájci Ringier lapkiadó vállalat magyarországi leányvállalata volt, 1993 és 2014 között működött. 2014-ben a Ringier magyarországi érdekeltségei részben egyesültek az Axel Springer SE német lapkiadó leányvállalatával, így a Ringier Kiadói Kft. és az Axel Springer-Budapest Kiadói Kft.-ből létrejött a Ringier Axel Springer Magyarország Kft.

## Története
A magyar leányvállalat az először 1993. április 24-én megjelent Kápé című hetilappal nyitott a magyarországi piacra. 1994. március 1-jén a svájci Blick mintájára indították el a magyar Blikket, a ma is megjelenő bulvár napilapot. 1999-ben megvásárolták a Nemzeti Sport sportnapilapot, egy évvel később pedig a (szintén svájci) Jürg Marquard tulajdonában lévő a Magyar Hírlap Rt.-t is, így portfóliójukba illesztették a Magyar Hírlap és a Mai Nap című napilapokat is. Mint kiderült: a konkurencia kiiktatása volt a cél a Mai Nap megvásárlásával, mert 2001. február 19-től a Blikkbe olvasztva a Mai Nap szerkesztőségének kis részét, Mai Blikk címen jelentették meg a lapot, így a Mai Nap megszűnt.
Ebben az időben 12 milliárd forintra becsülték a Ringier magyarországi lapcsaládjába invesztált összeg nagyságát. 2002-ben a Népszabadságot kiadó Népszabadság Rt.-ben 49,6 százalékos tulajdonrészt vásárolt a Ringier, megszerezte a Sportfogadás kiadói jogát és közös kiadásba vonta össze a Magyar Hírlap és a Népszabadság online felületeit.
2003-ban új üzletág indult Magazin divízió címen, melyet a német Heinrich Bauer Verlaggal közös leányvállalatba szerveztek. Ide került a Bravo, Bravo Girl, Tina, Buci Maci és a Képes Sport hetilap is. 2004-ben újraindítják a Mai Napot, megszerzik az Ifjúsági Magazin utódját, az IM magazint és megnyitják saját nyomdájukat. Ugyanebben az évben a veszteségekre hivatkozva megszüntetik a Magyar Hírlapot, ami azonban a szerkesztőség tagjainak erőfeszítéseinek köszönhetően önálló lábra áll és rövid szünet, illetve névhasználati vita után továbbra is megjelenik. Egy év múlva a Népszabadság Rt.-ben szerzett tulajdonjogukat a Gazdasági Versenyhivatal jóváhagyásával 67,7 százalékra növelik. 2006-ban elindult a hot! magazin, a kiadó saját közlése szerint a teljes nyomtatott lappiac reklámbevételeinek 8 százaléka összpontosul a Ringier-ben. 2007-ben további kisebb magazinok kerülnek a kiadóhoz (Sport & Style ÍNYENC), egy évvel később adományprogramot hirdet a kiadóvállalat. 2009-ben elindították a havonta megjelenő Nemzeti Sport Magazint, az interneten két tematikus oldaluk indult: a neon.hu fiataloknak, a pink.hu nőknek szólt – ma már egyik sem működik.
2010-ben került szóba először, hogy a svájci Ringier és a német Axel Springer SE valamennyi kelet-európai érdekeltségét egy közös cégbe apportálná. A tervezett fúzióra a Nemzeti Média és Hírközlési Hatóság 2011-ben nemet mondott. Két évvel később új formában kérték a hatóságok engedélyét a fúzióhoz: eszerint a Ringier a teljes portfólióját eladják a Vienna Capital Partners befektetőcégnek (ez a cég 2014-ben hozta létre a Mediaworks Hungary Zrt.-t, ahova a megvásárolt lapokat áthelyezte), ám megtartja a Blikket és a márkához kapcsolódó termékeket, ugyanakkor az Axel Springer is eladja portfóliója jelentős részét: a megyei napilapokat és a Világgazdaságot. 2014 októberében jött létre a fúzió, az új cég neve: Ringier Axel Springer Magyarország Kft. lett, s ezzel a Ringier Kiadói Kft. megszüntette  tevékenységét.

## A Ringier Kiadó Kft. portfóliója 2011-ben
- Napilapok
  - Blikk
  - Nemzeti Sport
  - Népszabadság
- Heti- és havilapok
  - Vasárnapi Blikk, Blikk TV Magazin, Blikk Nők, Blikk Nők Extra, Blikk Nők Otthon & Kert, Blikk Nők Konyha, Blikk Nők Egészség, Blikk Nők 100 recept
  - hot!, hot! Extrák
  - Képes Sport
  - NSM
  - Képes Sport Fans
  - Sport & Style
  - Tina Konyha
  - Ínyenc
  - BRAVO, Bravo Girl, BRAVO Extrák
  - IM
  - Buci Maci